# Гибульд
Гибульд (Гебавульт; лат. Gibuldus, Gebavultus; вторая половина V века) — единственный (не считая упоминаемого Григорием Турским легендарного Хрока) правитель алеманнов V века, известный по имени. Правил в 470-х годах.

## Биография
Сведения о Гибульде содержатся в двух агиографических источниках: «Житии святого Северина», написанном Евгиппием в первой трети VI века, и «Житии святого Лупа Труаского», написанном анонимным автором не позднее IX века.
К 470-м годам алеманны расширили свои владения до границ Южной Галлии и Реции. Вероятно, в середине V века разрозненные ранее алеманнские общины объединились перед лицом угрозы военного столкновения с франками. Одновременно у алеманнов был установлен принцип единодержавной власти. Предполагается, что одним из таких правителей всех алеманнов и был Гибульд. Исторические источники не сообщают никаких подробностей ни о его родственных связях, ни об обстоятельствах получения им власти над алеманнами. Вероятно, Гибульд был язычником, хотя некоторые историки считают его арианином.
В 460-е—470-е годы алеманны неоднократно нападали на земли Норика, окормлявшиеся святым Северином. Особенно страдал от набегов Пассау. В 469/470—476 годах, в то время, когда алеманны во главе с Гибульдом намеревались снова напасть на этот город, находившийся здесь Северин встретился с королём варваров. В житии святого сообщается, что во время этой встречи правителя алеманнов неожиданно охватил сильнейший страх. Приписав это влиянию собеседника, потрясённый король выразил Северину своё огромное уважение, обещая исполнить любую просьбу «святого мужа». Северин потребовал от Гибульда воздерживаться от нападений на земли Норика и освободить всех римлян, находившихся в плену у алеманнов. Хотя король и дал на это согласие, однако он долгое время не выполнял своего обещания. Возможно, это было вызвано сопротивлением алеманнской знати подобному решению Гибульда. Только после отправки Северином в резиденцию правителя алеманнов диакона Амантия король освободил около 70 римлян из Норика, а позднее ещё «множество» пленных из Реции. Рассказ о подобном же освобождении Гибульдом пленных галло-римлян из епархии Труа содержится и в житии святого Лупа. Считается, что два эти источника, хотя и описывают похожие события, в изложении их никак не зависят друг от друга.
Несмотря на данное Северину обещание прекратить нападения на территорию Норика, уже в 477 году алеманны возобновили набеги на эти земли. Высказываются предположения, что это могло быть вызвано или тем, что политика Гибульда в отношении римлян по неизвестным причинам снова стала враждебной, или тем, что он перестал занимать престол алеманнов (умер или был свергнут), или тем, что нападение совершила группа алеманнов, неподчинявшихся королю. О том, дожил ли Гибульд до 496 года, когда в результате битвы при Толбиаке алеманны были покорены франками Хлодвига I, в исторических источниках никакой информации не сохранилось. Следующим после Гибульда известным по имени правителем алеманнов был Леутари I, франкский герцог Алеманнии в 540—550-х годах.